# Passiflora flexipes
Passiflora flexipes là một loài thực vật có hoa trong họ Lạc tiên. Loài này được Triana & Planch. mô tả khoa học đầu tiên năm 1873.